# Trophées 813
Pour les articles homonymes, voir 813 (homonymie).
Les Trophées 813 sont des prix littéraires récompensant des romans policiers. Par le passé, certains prix ont également distingué des films et des productions télévisuelles.

## Association 813
L’idée d’une association pour défendre le « polar » naît en mai 1979 à l’occasion du Festival du polar de Reims, le seul existant à l’époque autour d’un genre absolument déconsidéré.
Association loi 1901, 813 (du nom d’un roman de Maurice Leblanc) est fondé par un journaliste, Pierre Lebedel, et trois auteurs, Michel Lebrun, Jacques Baudou et Alain Demouzon.
Aujourd’hui, 813 est devenue une association importante, publiant une revue. Ses 813 membres (auteurs, libraires ou simples amateurs) décernent depuis 1981 leurs Trophées, au seul meilleur roman d’abord, puis avec une distinction entre les romanciers francophones et les auteurs étrangers.

## Catégories

### Catégories en cours
Les catégories en cours sont :
- le trophée du Meilleur Roman francophone (depuis 1994) ;
- le trophée du Meilleur Roman étranger (depuis 1994) ;
- le trophée du Meilleur Ouvrage critique / Prix Maurice-Renault (essai, étude, article de presse, revue, site internet...) (depuis 1981).
- Trophée Bande Dessinée (de 1981 à 2000 puis de nouveau depuis 2012)
- Trophée nouvelles (récompensant une nouvelle ou un recueil de nouvelles) (de 1981 à 2000 puis de nouveau depuis 2020)

### Anciennes catégories
Les anciennes catégories sont :
- le trophée du Meilleur Roman (1981-1993) ;
- le trophée de la Meilleure Réédition (1981-1993) ;
- le trophée du Meilleur Film (1981-1998) ;
- le trophée de la Meilleure Traduction (1981-2000) ;
- le trophée de la Meilleure Œuvre de télévision (1981-2000) : ce trophée devait récompenser une œuvre écrite et réalisée spécialement pour la télévision ;
- le trophée du Meilleur Film francophone (1999-2000) ;
- le trophée du Meilleur Film étranger (1999-2000).

## Règlement des Trophées

### Déroulement du vote
Le vote se déroule en deux tours. Au premier tour, les œuvres pour lesquelles on peut voter doivent avoir été publiées, éditées ou diffusées, pour la première fois, entre le 1er janvier et le 31 décembre de l’année précédente, sauf pour le prix Maurice-Renault qui peut récompenser une œuvre de longue durée. Les bulletins adressés en début d'année sont à retourner par courrier ou courriel avant le 14 avril. Il suffit de citer pour chaque catégorie, entre une et cinq œuvres. Ceux qui ont très peu lu sont aussi invités à exprimer leur avis, même en répondant à une seule rubrique. Pour le second tour du 14 mai au 25 août, un deuxième bulletin est envoyé aux adhérents, avec la liste des cinq titres arrivés en tête au premier tour, dans chaque catégorie.
Les cinq précédents lauréats des catégories roman francophone, étranger et nouvelle ne peuvent pas être choisis. Cette règle s'applique également à la catégorie Bande Dessinée, mais uniquement pour le dessinateur (décision de l'AG de Paris 2017) et ne s'applique pas pour le trophée Maurice Renault.
La remise des trophées 813 se déroule en public, lors de l’assemblée générale de l’association.

### Modifications du règlement
- En 1993, Maurice Périsset propose de ne pas indiquer dans les résultats du premier tour le nombre de voix obtenues par les concurrents, ceci afin de ne pas influencer les votes du second tour.
- En 1998, en raison de la rareté des films français sortis durant cette année, il n’a pas été fait de distinction entre films français et films étrangers.
- En 1999, le trophée du meilleur film est scindé en deux : le trophée du meilleur film francophone et le trophée du meilleur film étranger. En 2001, ces trophées disparaissent.
- Pour 2000, le trophée Jeunesse est créé sur une idée de Jean-Hugues Oppel, reconduction du trophée Télévision
- En 2001, plusieurs mesures :
  - Réduction des Trophées 813. Sont supprimés le Trophée de la meilleure nouvelle, le Trophée de la meilleure bande dessinée, le Trophée du meilleur film francophone, le Trophée du meilleur film étranger, le Trophée pour la jeunesse, le Trophée pour la télévision. Sont conservés : Trophée du Meilleur Roman francophone (avec modif.), Trophée du Meilleur Roman étranger (avec modif.), Trophée Prix Maurice Renault, Trophée Traduction (avec modif.).
  - Possibilité de sélectionner dans les catégories Trophées Roman francophone et Trophées Roman étranger un recueil de nouvelles.
  - Le Trophée de la meilleure traduction est automatiquement attribué au traducteur du Meilleur Roman étranger.
- En 2012, réintroduction du trophée de la Bande Dessinnée.
- En 2017, décision de ne plus appliquer le principe d'unicité des trophées sur cinq ans qu'au dessinnateur pour le trophée Bande Dessinnée.
- En 2020, réintroduction du trophée de la nouvelle

## Votants
- 1983 : 567 inscrits, 161 votants
- 1985 : 660 inscrits, 162 votants
- 1986 : 545 inscrits, 199 votants (191 exprimés, 8 nuls)
- 1991 : 166 votants (5 nuls)
- 1994 : 182 votants (11 nuls)
- 1997 : 265 votants (263 exprimés, 2 nuls)
- 1998 : 278 votants (263 exprimés, 15 nuls)
- 1999 : 236 votants (232 exprimés, 4 nuls)
- 2000 : 218 votants (205 exprimés, 13 nuls)

## Palmarès

### Par années

#### 1981
- Trophée du Meilleur roman : Mortelle randonnée (The Eye of the Beholder, 1980), Marc Behm (Gallimard « Série Noire » n° 1811, 1981)
- Trophée de la meilleure nouvelle : Mon œil, Michel Lebrun (Polar n° 19, 1981)
- Trophée de la Meilleure traduction : ?
- Prix Maurice-Renault : Énigmatika (fanzine), dir. publ. Jacques Baudou, éd. Oulipopo (N° 1: 1975)
- Trophée de la Meilleure réédition : Non attribué pour votes insuffisants. Œuvre la plus citée : La Forêt de marbre (The Marble Forest, 1951), Theo Durrant (NéO « Le Miroir obscur » n° 21, 1981). Initialement publié aux Presses de la Cité « Un Mystère » n° 138, 1953.
- Trophée du Meilleur film : Gloria (1980), de John Cassavetes ; avec Julie Carmen & Gena Rowlands.
- Trophée de la Meilleure œuvre de télévision : série « Alfred Hitchcock présente », de Alfred Hitchcock ; présentation Patrick Brion (Cinéma de minuit, FR3 : 268 épisodes de 26 min)

#### 1982
- Trophée du Meilleur roman : Les Charbonniers de la mort, Pierre Magnan (Fayard, 1982)
- Trophée de la meilleure nouvelle : Le Mystère de la chambre 813, William Irish, anthologie établie par Stéphane Bourgoin (NéO « Le Miroir Obscur » n° 35, 1982)
- Trophée de la Meilleure traduction : ?
- Prix Maurice-Renault : Polar (revue trimestrielle), dir. publ. François Guérif (NéO)
- Trophée de la Meilleure réédition : réédition des romans de Léo Malet signés initialement Frank Harding, Omer Refreger, Lionel Doucet, Léo Latimer. Dir. François Guérif (NéO « Le Miroir obscur », 10 vol., 1981-1982).
- Trophée du Meilleur film : Hammett (1982), de Wim Wenders d'après le roman de Joe Gores ; avec Frederic Forrest & Peter Boyle.
- Trophée de la Meilleure œuvre de télévision : série « L'Homme à l'orchidée » (Nero Wolfe, 1981), créée d’après Rex Stout, prod. Ivan Goff & Ben Roberts, avec William Conrad.
- Trophée de la Bande Dessinée : Le chien debout, Benoit Sokal (Casterman « Un auteur (A suivre) », 1981)

#### 1983
- Trophée du Meilleur roman : Dark hazard (Dark Hazard, 1933), William Riley Burnett (Éd. de l’Ombre « L’Introuvable » n° 1, 1983)
- Trophée de la meilleure nouvelle : Attention, chien gentil !, Fredric Brown, anthologie établie par Stéphane Bourgoin (NéO « Le Miroir Obscur » n° 58, 1984)
- Prix Maurice-Renault : Voyage au bout de la noire, Claude Mesplède et Jean-Jacques Schleret (éd. Futuropolis, 1982)
- Trophée de la Meilleure réédition : La Neige était noire (Shake Him Till He Rattles, 1963), Malcolm Braly (Gallimard « Série noire » n° 937, 1983). Initialement paru dans la même coll. en 1965.
- Trophée du Meilleur film : Mortelle Randonnée (1983), de Claude Miller d’après le roman de Marc Behm ; avec Michel Serrault et Isabelle Adjani.
- Trophée de la Meilleure œuvre de télévision : La Tribu des vieux enfants, téléfilm de Michel Favart d’après Georges-Jean Arnaud, avec Dominique Laffin & Thierry Lhermitte (A2, 1982).

#### 1984
- Trophée du Meilleur roman : Le Géant inachevé, Didier Daeninckx (Gallimard « Série noire » n° 1956, 1984).
- Trophée de la meilleure nouvelle : collection « Futuropolice nouvelle », dir. François Guérif (Futuropolis, 1983-1986 : 23 titres).
- Prix Maurice-Renault : Hard Boiled Dicks (fanzine), dir. Roger Martin, éd. L’Introuvable (1981-1989 : 22 numéros)
- Trophée de la Meilleure réédition : Les Enfants du massacre (I Ragazzi del massacro, 1969), Giorgio Scerbanenco ; trad. Roland Stragliati (UGE « 10-18 », série « Grands détectives », n° 1604 1984). 10 vol. en tout de cet auteur, réédités (1983-1985).
- Trophée du Meilleur film : Polar (1984), de Jacques Bral ; d’après le roman Morgue pleine de Jean-Patrick Manchette ; avec Jean-François Balmer.
- Trophée de la Meilleure œuvre de télévision : L’Ennemi public n° 2, téléfilm d'Édouard Niermans d’après le roman de Gérard Lecas, avec Jean-François Stévenin & Jean-Pierre Sentier (Antenne 2, « Série noire », 28 janvier 1984, saison 1, épisode 1, 90 min).

#### 1985
- Trophée du Meilleur roman : La Bête et la Belle, Thierry Jonquet (Gallimard « Série noire » n° 2000, 1985).
- Trophée de la meilleure nouvelle : Des fois, ça mord (Sometimes They Bite, 1983), Lawrence Block (Gallimard « Série noire » n° 1997, 1985)
- Trophée de la Meilleure traduction : Noël Chassériau.
- Prix Maurice-Renault : Le Vrai visage du Masque, Jacques Baudou et Jean-Jacques Schleret (éd. Futuropolis, 1984)
- Trophée de la Meilleure réédition : Harry Dickson : l’intégrale – 1, Jean Ray ; sous la dir. de Jean-Baptiste Baronian ; avec la collab. de Jacques Van Herp & Henri Vernes (NéO « Club NéO », série « Harry Dickson », 1985). 1er volume de la série « Harry Dickson », 21 vol. en tout (1985).
- Trophée du Meilleur film :
- Trophée de la Meilleure œuvre de télévision : Le Mystérieux Docteur Cornélius, Maurice Frydland, d’après Gustave Le Rouge, avec Gérard Desarthe & Jean Bouise (Antenne 2 - 1984 : 6 épisodes de 60 min).

#### 1986
- Trophée du Meilleur roman : Comment vivent les morts (How the Dead Live, 1986) Robin Cook (Gallimard « Série noire » n° 2049, 1986).
- Trophée de la meilleure nouvelle : Mystères 1986 : les dernières nouvelles du crime (anthologie), dir. Jacques Baudou (Le Livre de poche n° 6166, 1986).
- Trophée de la Meilleure traduction : Là où dansent les morts (Dance Hall of the Dead, 1973), Tony Hillerman ; trad. Danièle et Pierre Bondil (Rivages « Rivages/Noir » n° 6, 1986).
- Prix Maurice-Renault : L’Année du polar 1987 : tous les romans policiers publiés dans l’année, Michel Lebrun, (Ramsey, 1986)
- Trophée de la Meilleure réédition :
- Trophée du Meilleur film :
- Trophée de la Meilleure œuvre de télévision :

#### 1987
- Trophée du Meilleur roman : La Fée Carabine, Daniel Pennac (Gallimard « Série noire » n° 2085, 1987).
- Trophée de la meilleure nouvelle : Mystères 87 : les dernières nouvelles du crime (anthologie), dir. Jacques Baudou (Le Livre de poche n° 6365, 1987).
- Trophée de la Meilleure traduction :
- Prix Maurice-Renault : Revue Encrage (Alfu)
- Trophée de la Meilleure réédition :
- Trophée du Meilleur film :
- Trophée de la Meilleure œuvre de télévision :

#### 1988
- Trophée du Meilleur roman : Le Dahlia noir (Le Quatuor de Los Angeles n° 1) (The Black Dahlia, 1987) James Ellroy (Rivages « RivagesThriller », 1988)
- Trophée de la meilleure nouvelle :
- Trophée de la Meilleure traduction :
- Prix Maurice-Renault : Le guide du Polar (Lebrun & Schweighauser)
- Trophée de la Meilleure réédition :
- Trophée du Meilleur film :
- Trophée de la Meilleure œuvre de télévision :
- Trophée de la Bande dessinée :120, rue de la Gare, Jacques Tardi et Léo Malet (Casterman, 1988)

#### 1989
- Trophée du Meilleur roman : Iron Man (Iron Man, 1930), William Riley Burnett (Éd. de l’Ombre « L’Introuvable », 1988)
- Trophée de la meilleure nouvelle : Les Contes de l’amère loi (Better Mousetraps, 1988), John Lutz, (Gallimard, « Série noire » no 2168, 1989)
- Trophée de la Meilleure traduction : Le Carcan (Shackles, 1988), Bill Pronzini ; trad. Noël Chassériau (Gallimard « Série noire »,1989)
- Prix Maurice-Renault : Polar, mode d'emploi (Encrage)
- Trophée de la Meilleure réédition :
- Trophée du Meilleur film :
- Trophée de la Meilleure œuvre de télévision :
- Trophée de la Bande dessinée : Un détective dans le yucca, René Pétillon (Albin Michel, « L'Écho des Savanes », 1989)

#### 1990
- Trophée du Meilleur roman : Trois carrés rouges sur fond noir, Tonino Benacquista (Gallimard « Série noire » n° 2218, 1990)
- Trophée de la meilleure nouvelle :
- Trophée de la Meilleure traduction : J'étais Dora Suarez (I Was Dora Suarez, 1990), Robin Cook ; trad. Jean-Paul Gratias (Rivages « Rivages/Thriller », 1990)
- Prix Maurice-Renault :
- Trophée de la Meilleure réédition :
- Trophée du Meilleur film :
- Trophée de la Meilleure œuvre de télévision :

#### 1991
- Trophée du Meilleur roman : La Commedia des ratés, Tonino Benacquista (Gallimard « Série noire » n° 2263, 1991)
- Trophée de la Meilleure traduction : Rage (Rage, 1977), Richard Bachman (pseudonyme de Stephen King) ; trad. Évelyne Chatelain (Albin Michel « Spécial suspense », 1990).
- Prix Maurice-Renault :
- Trophée de la Meilleure réédition :
- Trophée du Meilleur film :
- Trophée de la Meilleure œuvre de télévision :

#### 1992
- Trophée du Meilleur roman : La Belle de Fontenay, Jean-Bernard Pouy (Gallimard « Série noire » n° 2290, 1992)
- Trophée de la Meilleure traduction : White Jazz (White Jazz, 1992), James Ellroy ; trad. Freddy Michalski (Rivages « Rivages/Thriller », 1991).
- Prix Maurice-Renault :
- Trophée de la Meilleure réédition :
- Trophée du Meilleur film :
- Trophée de la Meilleure œuvre de télévision : série « Les Enquêtes du commissaire Maigret », d’après Georges Simenon, avec Bruno Cremer (A2 - 2e série, 1991-2003 : 54 épisodes de 90 min).

#### 1993
- Trophée du Meilleur roman : Les Orpailleurs, Thierry Jonquet (Gallimard « Série noire » n° 2313, 1993)
- Trophée de la Meilleure traduction : Maximum Bob (Maximum Bob, 1991), Elmore Leonard ; trad. Michel Lebrun (Rivages « Rivages/Thriller », 1993).
- Prix Maurice-Renault :
- Trophée de la Meilleure réédition :
- Trophée de la Meilleure œuvre de télévision : série « Nestor Burma » d’après Léo Malet, avec Guy Marchand (Antenne 2 / France 2 - 7 saisons, 1991-2003 : 36 épisodes de 90 min)

#### 1994
- Trophée du Meilleur roman francophone : La Sirène rouge, Maurice G. Dantec (Gallimard « Série noire » n° 2326, 1993)
- Trophée du Meilleur roman étranger : Cosa facil (Cosa fácil, 1977), Paco Ignacio Taibo II (Rivages « Rivages/Noir » n° 173, 1994).
- Trophée de la Meilleure traduction :
- Prix Maurice-Renault :

#### 1995
- Trophée du Meilleur roman francophone : Total Khéops, Jean-Claude Izzo (Gallimard « Série noire » n° 2370, 1995)
- Trophée du Meilleur roman étranger : Quand se lève le brouillard rouge (Not Till the Red Fog Rises, 1994), Robin Cook (Rivages « Rivages/Thriller », 1994).
- Trophée de la Meilleure traduction : American Tabloïd (American Tabloïd, 1995), James Ellroy ; trad. Freddy Michalski (Rivages « Rivages/Thriller », 1995)
- Prix Maurice-Renault :

#### 1996
- Trophée du Meilleur roman francophone : Le Massacre des innocents, Jean-Jacques Reboux (Baleine n° 6 « Instantanés de polar », 1995)
- Trophée du Meilleur roman étranger : Une mort sans nom (From Potter’s Field, 1995), Patricia Cornwell (Masque Grand Format, 1996).
- Trophée de la Meilleure traduction : Zig-Zag Movie (Get Shorty, 1990), Elmore Leonard ; trad. Michel Lebrun (Rivages « Rivages/Thriller », 1995) + Pronto (Pronto, 1993), Elmore Leonard ; trad. Michel Lebrun (Rivages « Rivages/Thriller », 1996)
- Prix Maurice-Renault :

#### 1997
- Trophée du Meilleur roman francophone : Morituri, Yasmina Khadra (Baleine n° 81 « Instantanés de polar », 1997).
- Trophée du Meilleur roman étranger : Rafael, derniers jours (The Brave,1991), Gregory Mcdonald (Fleuve Noir « Les Noirs », 1996)
- Trophée de la Meilleure traduction : Rafael, derniers jours (The Brave,1991), Gregory Mcdonald ; trad. Jean-François Merle (Fleuve Noir « Les Noirs », 1996)
- Prix Maurice-Renault :

#### 1998
- Trophée du Meilleur roman francophone : Moloch, Thierry Jonquet (Gallimard « Série noire » n° 2489, 1998)
- Trophée du Meilleur roman étranger : Le Brasier de l'ange (Burning Angel, 1995), James Lee Burke (Rivages « Rivages/Thriller », 1998)
- Trophée de la Meilleure traduction : Le Brasier de l'ange (Burning Angel, 1995), James Lee Burke ; trad. Freddy Michalski (Rivages « Rivages/Thriller », 1998)
- Prix Maurice-Renault :

#### 1999
- Trophée du Meilleur roman francophone : L'Homme à l'envers, Fred Vargas (Viviane Hamy « Chemins nocturnes », 1999)
- Trophée du Meilleur roman étranger : Le Couperet (The Ax, 1997), Donald Westlake (Rivages « Rivages/Thriller », 1998).
- Trophée de la Meilleure traduction : Andrea Camilleri ; trad. Serge Quadruppani (Fleuve Noir)
- Prix Maurice-Renault :
- Trophée du Meilleur film francophone : La Poulpe (1998). Réal. Guillaume Nicloux. Avec Jean-Pierre Darroussin & Clotilde Courau.
- Trophée du Meilleur film étranger : Jugé coupable (True Crime, 1999). Réal. Clint Eastwood. Avec Clint Eastwood & Isaiah Washington.

#### 2000
- Trophée du Meilleur roman francophone : Cartago, Jean-Hugues Oppel (Rivages « Rivages/Noir » n° 346, 2000)
- Trophée du Meilleur roman étranger : Smoke (Smoke, 1995), Donald Westlake (Rivages « Rivages/Thriller », 2000).
- Trophée de la Meilleure traduction :
- Prix Maurice-Renault :
- Trophée du Meilleur film francophone : Harry, un ami qui vous veut du bien (2000). Réal. Dominik Moll. Avec Laurent Lucas, Sergi López & Mathilde Seigner.
- Trophée du Meilleur film étranger : Ghost Dog, la voie du samouraï (Ghost Dog : The Way of the Samurai, 1999). Réal. Jim Jarmush. Avec Forest Whitaker.

#### 2001
- Trophée du Meilleur roman francophone : L'Étameur des morts, Georges-Jean Arnaud (Masque Grand format, 2001)
- Trophée du Meilleur roman étranger : American Death Trip (The Cold Six Thousand, 2001), James Ellroy (Rivages « Rivages/Thriller », 2001)
- Trophée de la Meilleure traduction :
- Prix Maurice-Renault : Jean-Patrick Manchette : parcours d’une œuvre, Jean-François Gérault (Encrage « Références » n° 16, 2000).

#### 2002
- Trophée du Meilleur roman francophone : Pars vite et reviens tard, Fred Vargas (Viviane Hamy « Chemins nocturnes », 2001)
- Trophée du Meilleur roman étranger : Mystic River (Mystic River, 2001), Dennis Lehane (Rivages « Rivages/Thriller », 2002).
- Trophée de la Meilleure traduction :
- Prix Maurice-Renault : La "Mort c’est pour les poires" : correspondance, 1921-1960 (Selected letters of Dashiell Hammett : 1921-1960, 2000), Dashiell Hammett ; présentation et choix Richard Layman et Julie M. Rivett ; trad. Nathalie Beunat (Allia, 2002).

#### 2003
- Trophée du Meilleur roman francophone : Mourir n'est peut-être pas la pire des choses, Pascal Dessaint (Rivages "Rivages/Thriller, 2003)
- Trophée du Meilleur roman étranger : Les Chiens de Riga (Hundarna i Riga, 1992), Henning Mankell (Seuil « Seuil policiers », 2003).
- Trophée de la Meilleure traduction :
- Prix Maurice-Renault : Michel Lebrun : témoignages, Alfred Eibel (Hors Commerce « Hors Noir », 2002).

#### 2004
- Trophée du Meilleur roman francophone : Sous les vents de Neptune, Fred Vargas (Viviane Hamy « Chemins nocturnes », 2004)
- Trophée du Meilleur roman étranger : Shutter Island (Shutter Island, 2003), Dennis Lehane (Rivages « Rivages/Thriller », 2003).
- Trophée de la Meilleure traduction :
- Prix Maurice-Renault : Dictionnaire des littératures policières (2 vol.), dir. Claude Mesplède (éd. Joseph K., coll. « Temps Noir », 2003).

#### 2005
- Trophée du Meilleur roman francophone : L’Homme aux lèvres de saphir, Hervé Le Corre (Rivages « Rivages/Noir n° 531, 2004)
- Trophée du Meilleur roman étranger : Purple Cane Road (Purple Cane Road, 2000), James Lee Burke (Rivages « Rivages/Thriller », 2005)
- Trophée de la Meilleure traduction : ****** pour Purple Cane Road (Purple Cane Road, 2000), James Lee Burke (Rivages « Rivages/Thriller », 2005)
- Prix Maurice-Renault : "Amila-Meckert, l’homme révolté" (article), Stéfanie Delestré et Hervé Delouche (in 813 n° 93, juin 2005)

#### 2006
- Trophée du Meilleur roman francophone : Dans les bois éternels, Fred Vargas (Viviane Hamy « Chemins nocturnes », 2006)
- Trophée du Meilleur roman étranger : Romanzo criminale, Giancarlo De Cataldo (Métailié « Grand écran », 2006)
- Trophée de la Meilleure traduction : Catherine Siné et Serge Quadruppani pour Romanzo criminale, de Giancarlo De Cataldo (Métailié « Grand écran », 2006)
- Prix Maurice-Renault : Le Polar américain, la modernité et le mal : 1920-1960, Benoît Tadié (PUF, 2006)

#### 2007
- Trophées du Meilleur roman francophone : Lorraine connexion, Dominique Manotti (Rivages)
- Trophée du Meilleur roman étranger : La Voix, Arnaldur Indridason (Métailié "Noir", 2007)
- Trophée de la Meilleure traduction : Éric Boury pour La Voix, Arnaldur Indridason (Métailié "Noir", 2007)
- Prix Maurice-Renault : Le Polar américain : la modernité et le mal, Benoît Tadié (PUF)

#### 2008
- Trophées du Meilleur roman francophone : Zulu, Caryl Ferey (Gallimard « Série noire », 2008)
- Trophée du Meilleur roman étranger : Nous ne sommes rien, soyons tout, (Noi saremo tutto, 2004) Valério Evangelisti (Payot & Rivages, 2008)
- Prix Maurice-Renault : Journal (1966-1974) de Jean-Patrick Manchette (Gallimard, 2008)

#### 2020
- Trophées du Meilleur roman francophone :De bonnes raisons de mourir, Morgan Audic (Albin Michel, 2020)
- Trophée du Meilleur roman étranger : La Transparence du temps, Leonardo Padura (Métailié "Noir", 2020)
- Trophée de la Bande-dessinée : No direction,  Emmanuel Moynot  (Sarbacane, 2020)
- Prix Maurice-Renault :Revue Rocambole (dossier GJ Arnaud)
- Prix de la nouvelle : Banlieues parisiennes noir (collectif) (Asphalte, 2020)

#### 2021
- Trophées du Meilleur roman francophone : Fabrique de la terreur, Frédéric Paulin (Agulo, 2021)
- Trophée du Meilleur roman étranger : La Proie, Deon Meyer (Série Noire, 2021)
- Trophée de la Bande-dessinée : New York canibals,  Bocq/Charyn  (Lombard, 2021)
- Prix Maurice-Renault :Dictionnaire amoureux du polar, Pierre Lemaitre (Plon, 2021)
- Prix de la nouvelle : le Prix de la vengeance, Don Winslow, (Harper Collins, 2021)

#### 2022
- Trophées du Meilleur roman francophone : Solak, Caroline Hinaut (Rouergue, 2022)
- Trophée du Meilleur roman étranger : L'Eau rouge Jurica Pavičić (2022)
- Trophée de la Bande-dessinée : Sangoma Rouge/Ferré   (Glénat, 2022)
- Prix Maurice-Renault : Le Goût du Noir dans la fiction policière contemporaine, Ménégaldo et Petit (PUF, 2022)
- Prix de la nouvelle : L'Homme aux doigts d'or, Marc Villard (Cohen et Cohen, 2022)

#### 2023
- Trophées du Meilleur roman francophone : Le Blues des phalènes, Valentine Imhof  (Le Rouergue, 2023)
- Trophée du Meilleur roman étranger :  'L’Illusion du mal, Piergiorgio Pulixi (Gallmeister 2023)
- Trophée de la Bande-dessinée : Nettoyage à sec, Joris Mertens  (Rue de Sèvres, 2023)
- Prix Maurice-Renault : Ed Lacy, un inconnu nommé Len Zinberg, Roger Martin  (À plus d’un titre)
- Prix de la nouvelle :   Baraque à frites, Jérémy Bouquin (In8, 2023)

#### 2024
- Trophée du Meilleur roman francophone : Free Queens, Marin Ledun, (Série noire)
- Trophée du meilleur roman étranger (prix Michèle Witta) Le Silence, Denis Lehane, traduit par François Happe (Gallmeister)
- Trophée de la bande dessinée : Le Passeur de lagune, Dubitch (scénario), Macla (dessin) (Futuropolis)
- Prix Maurice Renault : Manchette : derrière les lignes ennemies, entretiens 87-93, Nicolas le Flahec (La Table ronde)
- Prix de la nouvelle : Stop, collectif (La Manufacture de livres)

### Par catégories

#### Trophées du Meilleur roman (1981-1993)
- 1981 : Mortelle randonnée (The Eye of the Beholder, 1980), Marc Behm (Gallimard « Série noire » n° 1811, 1981)
- 1982 : Les Charbonniers de la mort, Pierre Magnan (Fayard, 1982)
- 1983 : Dark hazard (Dark Hazard, 1933), William Riley Burnett (Éd. de l’Ombre « L’Introuvable » n° 1, 1983)
- 1984 : Le Géant inachevé, Didier Daeninckx (Gallimard « Série noire » n° 1956, 1984)
- 1985 : La Bête et la Belle, Thierry Jonquet (Gallimard « Série noire » n° 2000, 1985)
- 1986 : Comment vivent les morts (How the Dead Live, 1986) Robin Cook (Gallimard « Série noire » n° 2049, 1986)
- 1987 : La Fée carabine, Daniel Pennac (Gallimard « Série noire » n° 2085, 1987)
- 1988 : Le Dahlia noir (Le Quatuor de Los Angeles n° 1) (The Black Dahlia, 1987) James Ellroy (Rivages « RivagesThriller », 1988)
- 1989 : Iron Man (Iron Man, 1930), William Riley Burnett (Éd. de l’Ombre « L’Introuvable », 1988)
- 1990 : Trois carrés rouges sur fond noir, Tonino Benacquista (Gallimard « Série noire » n° 2218, 1990)
- 1991 : La Commedia des ratés, Tonino Benacquista (Gallimard « Série noire » n° 2263, 1991)
- 1992 : La Belle de Fontenay, Jean-Bernard Pouy (Gallimard « Série noire » n° 2290, 1992)
- 1993 : Les Orpailleurs, Thierry Jonquet (Gallimard « Série noire » n° 2313, 1993)

#### Trophées du Meilleur roman francophone (1994-)
- 1994 : La Sirène rouge, Maurice G. Dantec (Gallimard « Série noire » n° 2326, 1993)
- 1995 : Total Khéops, Jean-Claude Izzo (Gallimard « Série noire » n° 2370, 1995)
- 1996 : Le Massacre des innocents, Jean-Jacques Reboux (Baleine n° 6 « Instantanés de polar », 1995)
- 1997 : Morituri, Yasmina Khadra (Baleine n° 81 « Instantanés de polar », 1997)
- 1998 : Moloch, Thierry Jonquet (Gallimard « Série noire » n° 2489, 1998)
- 1999 : L'Homme à l'envers, Fred Vargas (Viviane Hamy « Chemins nocturnes », 1999)
- 2000 : Cartago, Jean-Hugues Oppel (Rivages « Rivages/Noir » n° 346, 2000)
- 2001 : L'Étameur des morts, Georges-Jean Arnaud (Masque Grand format, 2001)
- 2002 : Pars vite et reviens tard, Fred Vargas (Viviane Hamy « Chemins nocturnes », 2001)
- 2003 : Mourir n'est peut-être pas la pire des choses, Pascal Dessaint (Rivages "Rivages/Thriller, 2003)
- 2004 : Sous les vents de Neptune, Fred Vargas (Viviane Hamy « Chemins nocturnes », 2004)
- 2005 : L’Homme aux lèvres de saphir, Hervé Le Corre (Rivages « Rivages/Noir n° 531, 2004)
- 2006 : Dans les bois éternels, Fred Vargas (Viviane Hamy « Chemins nocturnes », 2006)
- 2007 : Lorraine connexion, Dominique Manotti (Rivages, 2006)
- 2008 : Zulu, Caryl Ferey (Gallimard « Série noire », 2008)
- 2009 : Tranchecaille, Patrick Pécherot (Gallimard « Série noire », 2008)
- 2010 : Bien connu des services de police, Dominique Manotti (Gallimard « Série noire », 2008)
- 2011 : Les Visages écrasés, Marin Ledun (Le Seuil, 2011)
- 2012 : Monsieur le commandant, Romain Slocombe (NiL « Les affranchis », 2011)
- 2013 : Le Dernier Lapon, Olivier Truc (Métailié, 2013)
- 2014 : Les Noeuds d'acier, Sandrine Colette (Denoël « Sueurs froides », 2013)
- 2015 : Après la guerre, Hervé le Corre (Rivages « Rivages/Thriller », 2014)
- 2016 : Adieu Lili Marleen, Christian Roux (Payot & Rivages « Rivages/Thriller », 2015)
- 2017 : Rien ne se perd, Cloé Mehdi (Jigal, « Polar », 2016)
- 2018 : Hôtel du grand cerf, Franz Bartelt (Le Seuil, 2017)
- 2019 : Sur le ciel effondré, Colin Niel (Le Rouergue « Rouergue noir », 2018)
- 2020 : De bonnes raisons de mourir, Morgan Audic (Albin Michel, 2019)
- 2021 : La Fabrique de la terreur, Frédéric Paulin (Agullo « Agullo noir », 2020)
- 2022 : Solak, Caroline Hinaut (Le Rouergue « Rouergue noir », 2021)
- 2023 : Le Blues des phalènes, Valentine Imhof (Le Rouergue « Rouergue noir », 2022)
- 2024 : Free queens, Marin Ledun (Gallimard « Série noire », 2023)

#### Trophée du Meilleur roman étranger (1994-)
- 1994 : Cosa facil (Cosa fácil, 1977), Paco Ignacio Taibo II (Rivages « Rivages/Noir » n° 173, 1994)
- 1995 : Quand se lève le brouillard rouge (Not Till the Red Fog Rises, 1994), Robin Cook (Rivages « Rivages/Thriller », 1994)
- 1996 : Une mort sans nom (From Potter’s Field, 1995), Patricia Cornwell (Masque Grand Format, 1996)
- 1997 : Rafael, derniers jours (The Brave,1991), Gregory Mcdonald (Fleuve Noir « Les Noirs », 1996)
- 1998 : Le Brasier de l'ange (Burning Angel, 1995), James Lee Burke (Rivages « Rivages/Thriller », 1998)
- 1999 : Le Couperet (The Ax, 1997), Donald Westlake (Rivages « Rivages/Thriller », 1998)
- 2000 : Smoke (Smoke, 1995), Donald Westlake (Rivages « Rivages/Thriller », 2000)
- 2001 : American Death Trip (The Cold Six Thousand, 2001), James Ellroy (Rivages « Rivages/Thriller », 2001)
- 2002 : Mystic River (Mystic River, 2001), Dennis Lehane (Rivages « Rivages/Thriller », 2002)
- 2003 : Les Chiens de Riga (Hundarna i Riga, 1992), Henning Mankell (Seuil « Seuil policiers », 2003)
- 2004 : Shutter Island (Shutter Island, 2003), Dennis Lehane (Rivages « Rivages/Thriller », 2003)
- 2005 : Purple Cane Road (Purple Cane Road, 2000), James Lee Burke (Rivages « Rivages/Thriller », 2005)
- 2006 : Romanzo criminale, Giancarlo De Cataldo (éd. Métailié) trad. Catherine Siné et Serge Quadruppani
- 2007 : La Voix (Röddin, 2003), Arnaldur Indridason (Métailié Noir, 2007) trad. de l'islandais par Éric Boury
- 2008 : Nous ne sommes rien, soyons tout, (Noi saremo tutto, 2004) Valério Evangelisti (Payot & Rivages, 2008)

#### Trophée de la Meilleure traduction
- 1985 :
- 1986 : Là où dansent les morts (Dance Hall of the Dead, 1973), Tony Hillerman ; trad. Danièle et Pierre Bondil (Rivages « Rivages/Noir » n° 6, 1986).
- 1987 :
- 1988 :
- 1989 : Le Carcan (Shackles, 1988), Bill Pronzini ; trad. Noël Chassériau (Gallimard « Série noire »,1989)
- 1990 : J’étais Dora Suarez (I Was Dora Suarez, 1990), Robin Cook ; trad. Jean-Paul Gratias (Rivages « Rivages/Thriller », 1990)
- 1991 : Rage (Rage, 1977), Richard Bachman (pseudonyme de Stephen King) ; trad. Évelyne Chatelain (Albin Michel « Spécial suspense », 1990).
- 1992 : White Jazz (White Jazz, 1992), James Ellroy ; trad. Freddy Michalski (Rivages « Rivages/Thriller », 1991).
- 1993 : Maximum Bob (Maximum Bob, 1991), Elmore Leonard ; trad. Michel Lebrun (Rivages « Rivages/Thriller », 1993).
- 1994 :
- 1995 : American Tabloïd (American Tabloïd, 1995), James Ellroy ; trad. Freddy Michalski (Rivages « Rivages/Thriller », 1995)
- 1996 : Zig-Zag Movie (Get Shorty, 1990), Elmore Leonard ; trad. Michel Lebrun (Rivages « Rivages/Thriller », 1995) + Pronto (Pronto, 1993), Elmore Leonard ; trad. Michel Lebrun (Rivages « Rivages/Thriller », 1996)
- 1997 : Rafael, derniers jours (The Brave,1991), Gregory Mcdonald ; trad. Jean-François Merle (Fleuve Noir « Les Noirs », 1996)
- 1998 : Le Brasier de l’ange (Burning Angel, 1995), James Lee Burke ; trad. Freddy Michalski (Rivages « Rivages/Thriller », 1998).
- 1999 : Andrea Camilleri ; trad. Serge Quadruppani (Fleuve Noir)
- 2000 :

#### Prix Maurice Renault / Trophées du Meilleur ouvrage critique (1981-)
- 1981 : Énigmatika (fanzine), dir. publ. Jacques Baudou, éd. Oulipopo (N° 1: 1975)
- 1982 : Polar (revue trimestrielle), dir. publ. François Guérif (NéO)
- 1983 : Voyage au bout de la noire, Claude Mesplède et Jean-Jacques Schleret (éd. Futuropolis, 1982)
- 1984 : Hard Boiled Dicks (fanzine), dir. publ. Roger Martin, éd. L’Introuvable (1981-1989 : 22 numéros)
- 1985 : Le Vrai Visage du Masque, Jacques Baudou et J.-J. Schleret (éd. Futuropolis, 1984)
- 1986 : L’Année du polar 1987 : tous les romans policiers publiés dans l’année, Michel Lebrun (Ramsay, 1986)
- 1987 : Encrage : encyclopédie permanente de l’autre littérature (revue), dir. publ. Alfu (pseudonyme d’Alain Fuzellier), Association pour le développement de l’expression écrite, de l’information sociale et culturelle (1984-1987)
- 1988 : Le Guide du polar : histoire du roman policier français, Michel Lebrun et Jean-Paul Schweighaeuser (Syros « Les Guides culturels Syros », 1987)
- 1989 : Polar, mode d’emploi : manuel d’écriture criminelle (The Mystery Writer’s Handbook, 1976), The Mystery Writers of America ; texte établi et trad. par Stéphane Bourgoin (Encrage « Travaux » n° 1 et 6, 1989) (2 vol.)
- 1990 : Meurtres en série, Jacques Baudou et Jean-Jacques Schleret (Éd. du Huitième art, 1990)
- 1991 : Polar (revue trimestrielle), dir. publ. François Guérif et Michel Lebrun (Rivages)
- 1992 : Les Années Série Noire vol.1 (1945-1959), Claude Mesplède (Encrage « Travaux » n° 13, 1992)
- 1993 : James M. Cain / François Guérif (Séguier « Biographie », 1992)
- 1994 : Mémoire vive (The Hidden Files, 1992) / Robin Cook (Rivages « Rivages/Écrits noirs », 1993)
- 1995 : Revue Polar spécial « Robin Cook » / François Guérif et Michel Lebrun
- 1996 : Création de la série « Le Poulpe » / dir. Jean-Bernard Pouy (Baleine : 1995-2002 : 160 titres)
- 1997 : Les Auteurs de la Série Noire 1945-1995 (éd. rev. et augm. de Voyage au bout de la noire) / Claude Mesplède et Jean-Jacques Schléret (Éd. Joseph K. « Temps noir », 1996)
- 1998 : Caïn (revue) / dir. François Braud (La Loupiote)
- 1999 : Temps Noir : la revue des littératures policières (revue semestrielle) / dir. Franck Lhomeau (Éd. Joseph K., n° 1 : oct. 1998)
- 2000 : Mémoires d’un rouge (Being Red, 1990) / Howard Fast (Rivages « Rivages-Écrits noirs », 2000)
- 2001 : Jean-Patrick Manchette : parcours d’une œuvre, Jean-François Gérault (Encrage « Références » n° 16, 2000)
- 2002 : La "Mort c’est pour les poires" : correspondance, 1921-1960 (Selected letters of Dashiell Hammett : 1921-1960, 2000), Dashiell Hammett ; présentation et choix Richard Layman et Julie M. Rivett ; trad. Nathalie Beunat (Allia, 2002)
- 2003 : Michel Lebrun : témoignages, Alfred Eibel (Hors Commerce « Hors Noir », 2002)
- 2004 : Dictionnaire des littératures policières (2 vol.), dir. Claude Mesplède (éd. Joseph K., coll. « Temps Noir », 2003)
- 2005 : "Amila-Meckert, l’homme révolté" (article), Stéfanie Delestré et Hervé Delouche (in 813 n° 93, juin 2005)
- 2006 : Shanghai Express : feuilletons, crimes et récits noirs (revue trimestrielle), dir. publ. Laurent Martin et Stéfanie Delestré (éd. de la Bibliothèque noire)
- 2007 : Le Polar américain, la modernité et le mal : 1920-1960, Benoît Tadié (PUF, 2006)
- 2008 : Journal (1966-1974) / Jean-Patrick Manchette
- 2009 : Une brève histoire du roman noir / J.B.Pouy
- 2010 : Dictionnaire des personnages populaires de la littérature… / Stéfanie Delestré et Hagar Desanti
- 2011 : Revue Alibi
- 2012 : Le « Detective Novel » et l'influence de la pensée scientifique / Régis Messac (Encrage)
- 2013 : revue L'Indic
- 2014 : Du polar / Philippe Blanchet, François Guérif
- 2015 : Krimi / Vincent Platini
- 2016 : C'est l'histoire de la Série Noire / sous la direction d'Alban Cerisier et Franck Lhomeau (Gallimard)
- 2017 : « Entretien de Jean-Bernard Pouy », par Jean-Marie David, dans la revue Temps noir n° 19 (2016)

#### Trophées de la meilleure nouvelle -ou recueil- (1981-2000 puis 2020-)
- 1981 : Mon œil, Michel Lebrun (in Polar n° 19, 1981)
- 1982 : Le Mystère de la chambre 813, William Irish, anthologie établie par Stéphane Bourgoin (NéO « Le Miroir Obscur » n° 35, 1982)
- 1983 : Attention, chien gentil !, Fredric Brown, anthologie établie par Stéphane Bourgoin (NéO « Le Miroir Obscur » n° 58, 1984)
- 1984 : Collection « Futuropolice nouvelle », dir. François Guérif (Futuropolis, 1983-1986 : 23 titres)
- 1985 : Des fois, ça mord (Sometimes They Bite, 1983), Lawrence Block (Gallimard « Série noire » n° 1997, 1985)
- 1986 : Mystères 1986 : les dernières nouvelles du crime (anthologie), dir. Jacques Baudou (Le Livre de poche n° 6166, 1986)
- 1987 : Mystères 87 : les dernières nouvelles du crime (anthologie), dir. Jacques Baudou (Le Livre de poche n° 6365, 1987).
- 1988 : Didier Daeninckx
- 1989 : Les Contes de l’amère loi (Better Mousetraps, 1988), John Lutz, (Gallimard, « Série noire » no 2168, 1989)
- 1990 : Non-lieux, Didier Daeninckx (éditions de l'Instant, « L'Instant noir » no 23)
- 1991 : Didier Daeninckx
- 1992 : Démons ordinaires, Marc Villard (Rivages, 1992)
- 1993 : La Chasse au tatou dans la pampa argentine, Jean-Bernard Pouy (Canaille, 1993)
- 1994 : La Machine à broyer les petites filles, Tonino Benacquista (Rivages, « Rivages/Noir », no 169, 1993)
- 1995 : Marc Villard
- 1996 : Rouge est ma couleur, Marc Villard (Rivages, 1996)
- 1997 : Salut et Liberté, Fred Vargas (Le Monde, 1997)
- 1998 : Vivre fatigue, Jean-Claude Izzo (Flammarion « Librio noir » n° 208, 1998)
- 1999 : Le Bandit mexicain et le cochon (The Mexican Pig Bandit, 1998), James Crumley (Gallimard « Série noire » n° 2544, 1999)
- 2000 : Un mois avec Montalbano (Un mese con Montalbano, 1998), Andrea Camilleri (Fleuve Noir Grand format, 1999)

#### Trophée du Meilleur film (1981-1998)
- 1981 : Gloria (1980), de John Cassavetes ; avec Julie Carmen & Gena Rowlands.
- 1982 : Hammett (1982), de Wim Wenders d'après le roman de Joe Gores ; avec Frederic Forrest & Peter Boyle.
- 1983 : Mortelle randonnée (1983), de Claude Miller d’après le roman de Marc Behm ; avec Michel Serrault et Isabelle Adjani.
- 1984 : Polar, de Jacques Bral ; d’après le roman Morgue pleine de Jean-Patrick Manchette ; avec Jean-François Balmer.

#### Trophée de la Meilleure œuvre de télévision (1981-1993)
- 1981 : série « Alfred Hitchcock présente », de Alfred Hitchcock ; présentation Patrick Brion (Cinéma de minuit, FR3 : 268 épisodes de 26 min).
- 1982 : série « L’Homme à l’orchidée » (Nero Wolfe, 1981), créée d’après Rex Stout, prod. Ivan Goff & Ben Roberts, avec William Conrad.
- 1983 : La Tribu des vieux enfants, téléfilm de Michel Favart d’après Georges-Jean Arnaud, avec Dominique Laffin & Thierry Lhermitte (A2, 1982).
- 1984 : L’Ennemi public n° 2, téléfilm de Édouard Niermans d’après le roman de Gérard Lecas, avec Jean-François Stévenin & Jean-Pierre Sentier (Antenne 2, « Série noire », 28 janvier 1984, saison 1, épisode 1, 90 min).
- 1985 : Le Mystérieux Docteur Cornélius, Maurice Frydland, d’après Gustave Le Rouge, avec Gérard Desarthe & Jean Bouise (Antenne 2 - 1984 : 6 épisodes de 60 min).
- 1986 :
- 1987 :
- 1988 :
- 1989 :
- 1990 :
- 1991 :
- 1992 : série « Les Enquêtes du commissaire Maigret », d’après Georges Simenon, avec Bruno Cremer (A2 - 2e série, 1991-2003 : 54 épisodes de 90 min)
- 1993 : série « Nestor Burma » d’après Léo Malet, avec Guy Marchand (Antenne 2 / France 2 - 7 saisons, 1991-2003 : 36 épisodes de 90 min)

#### Trophée de la Meilleure réédition (1981-1993)
- 1981 : Non attribué pour votes insuffisants. Œuvre la plus citée : La Forêt de marbre (The Marble Forest, 1951), Theo Durrant (NéO « Le Miroir obscur » n° 21, 1981). Initialement publié aux Presses de la Cité « Un Mystère » n° 138, 1953.
- 1982 : réédition des romans de Léo Malet signés initialement Frank Harding, Omer Refreger, Lionel Doucet, Léo Latimer. Dir. François Guérif (NéO « Le Miroir obscur », 10 vol., 1981-1982).
- 1983 : La neige était noire (Shake Him Till He Rattles, 1963), Malcolm Braly (Gallimard « Série noire » n° 937, 1983). Initialement paru dans la même coll. en 1965.
- 1984 : Les Enfants du massacre (I Ragazzi del massacro, 1969), Giorgio Scerbanenco ; trad. Roland Stragliati (UGE « 10-18 », série « Grands détectives », n° 1604 1984). 10 vol. en tout de cet auteur, réédités (1983-1985).
- 1985 : Harry Dickson : l’intégrale – 1, Jean Ray ; sous la dir. de Jean-Baptiste Baronian ; avec la collab. de Jacques Van Herp & Henri Vernes (NéO « Club NéO », série « Harry Dickson », 1985). 1er volume de la série « Harry Dickson », 21 vol. en tout (1985).
- 1986 :
- 1987 :
- 1988 :
- 1989 :
- 1990 :
- 1991 :
- 1992 :
- 1993 :

## Commentaires

### Récompenses originales
Démarches éditoriales en faveur de la littérature policière récompensées :
- 1984 : Collection « Futuropolice nouvelle » / dir. François Guérif (Futuropolis, 1983-1986 : 23 titres)
- 1996 : Création de la série « Le Poulpe » / dir. J.-B. Pouy (Baleine, 1995-2002 : 160 titres)

### Les auteurs les plus distingués
Toutes catégories confondues.
| Rang | Nombre de récompenses | Auteur                | Années                                   | Œuvres récompensées |  |
| 1    | 6                     | Michel Lebrun         | 1981, 1986, 1988, 1991, 1993, 1995, 1996 | 1981 : Mon œil (nouvelle) (in Polar no 19, 1981) 1986 : L’Année du polar 1987 (Ramsay, 1986) Polar (revue trimestrielle), dir. publ. avec François Guérif (Rivages) 1993 : Trad. de Maximum Bob (Maximum Bob, 1991), Elmore Leonard (Rivages « Rivages/Thriller », 1993) 1996 : Trad. de ZigZag Movies (Get Shorty, 1990), Elmore Leonard (Rivages " Rivages/Thriller ", 1992) et de Pronto (Pronto, 1993), Elmore Leonard (Rivages " Rivages/Thriller ", 1996) |  |
| 2    | 5                     | Didier Daeninckx      | 1984, 1988, 1990, 1991, 1998             | Le Géant inachevé (Gallimard « Série noire » no 1956, 1984) |  |
| 2    | 5                     | Jacques Baudou        | 1981, 1985, 1986, 1987, 1990             | Énigmatika (fanzine), éd. Oulipopo (no 1: 1975) Le Vrai visage du Masque, avec J.-J. Schleret (éd. Futuropolis, 1984) Mystères 1986 (anthologie) (Le Livre de poche no 6166, 1986) Mystères 87 (anthologie) (Le Livre de poche no 6365, 1987). |  |
| 2    | 5                     | François Guérif       | 1982, 1984, 1991, 1993, 1995             | Polar (revue trimestrielle) (NéO) Collection « Futuropolice nouvelle » (Futuropolis, 1983-1986 : 23 titres) Polar (revue trimestrielle), dir. publ. avec Michel Lebrun (Rivages) |  |
| 2    | 5                     | Fred Vargas           | 1997, 1999, 2002, 2004, 2006             | Salut et liberté (nouvelle, Le Monde, 19-07-1997) L'Homme à l'envers (Viviane Hamy « Chemins nocturnes », 1999) Pars vite et reviens tard (Viviane Hamy « Chemins nocturnes », 2001) Sous les vents de Neptune (Viviane Hamy « Chemins nocturnes », 2004) Dans les bois éternels (Viviane Hamy « Chemins nocturnes », 2006) |  |
| 3    | 4                     | Jean-Jacques Schleret | 1983, 1985, 1990, 1997                   | Le Vrai visage du Masque, avec Jacques Baudou (éd. Futuropolis, 1984) |  |
| 3    | 4                     | Jacques Tardi         | 1993, 1997, 1998, 2000                   | - |  |
| 3    | 4                     | Robin Cook            | 1986, 1990, 1994, 1995                   | 1986 : Comment vivent les morts (How the Dead Live, 1986) (Gallimard « Série noire » no 2049, 1986) 1990 : J’étais Dora Suarez (I Was Dora Suarez, 1990) (Rivages « Rivages/Thriller », 1990) |  |
| 3    | 4                     | Claude Mesplède       | 1983, 1992, 1997, 2004                   | Les Années Série Noire vol.1 (1945-1959) (Encrage « Travaux » no 13, 1992) Dictionnaire des littératures policières (éd. Joseph K., coll. « Temps Noir », 2003) |  |
| 3    | 4                     | James Ellroy          | 1988, 1995, 2001                         | Le Dahlia noir (The Black Dahlia, 1987) (Rivages « RivagesThriller », 1988) American Tabloïd (American Tabloïd, 1995) (Rivages « Rivages/Thriller », 1995) American Death Trip (The Cold Six Thousand, 2001) (Rivages « Rivages/Thriller », 2001) |  |
| 3    | 4                     | Tonino Benacquista    | 1990, 1991, 1994, 1999                   | 1990 : Trois carrés rouges sur fond noir (Gallimard « Série noire » no 2218, 1990) |  |
| 4    | 3                     | Marc Villard          | 1992, 1995, 1996                         | - |  |
| 4    | 3                     | Freddy Michalski      | 1988, 1995, 2005                         | - |  |
| 4    | 3                     | Donald E. Westlake    | 1994, 1999, 2000                         | - |  |
| 4    | 3                     | Jean-Bernard Pouy     | 1992, 1993, 1996                         | - |  |
| 4    | 3                     | Thierry Jonquet       | 1985, 1993, 1998                         | La Bête et la belle (Gallimard « Série noire » no 2000, 1985) Les Orpailleurs (Gallimard « Série noire » no 2313, 1993) Moloch (Gallimard « Série noire » no 2489, 1998) |  |

### Les éditeurs les plus distingués
À proprement parler, les Trophées 813 ne distinguent pas un éditeur, mais bien les auteurs qui ont publié chez des éditeurs. Cependant, à titre indicatif, voici une liste (données 2007) des éditeurs où sont parus le plus d'ouvrages récompensées par les Trophées 813, toutes catégories confondues.
| Rang | Nombre de récompenses | Éditeur                                                    | Ouvrages |  |
| 1    | 15                    | Gallimard, collection Série noire                          | -        |  |
| 2    | 8                     | Rivages, collection Rivages-Thrillers                      | -        |  |
| 3    | 6                     | Rivages, collection Rivages/Noir                           | -        |  |
| 4    | 4                     | Polar                                                      | -        |  |
| 5    | 3                     | Joseph K. Temps noir                                       | -        |  |
| 6    | 2                     | Rivages, collection Rivages-Écrits noirs                   | -        |  |
| 6    | 2                     | Futuropolis                                                | -        |  |
| 6    | 2                     | Encrage                                                    | -        |  |
| 6    | 2                     | Ombre                                                      | -        |  |
| 6    | 2                     | Baleine                                                    | -        |  |
| 6    | 2                     | Viviane Hamy                                               | -        |  |
| 6    | 2                     | Librairie générale française, collection Le Livre de poche | -        |  |

### Vie des ouvrages primés
Tableaux reflétant la vie des ouvrages primés (rééditions, adaptations, autres récompenses obtenues...)

#### Trophées 813 du Meilleur roman (1981-1993)
| Année | Titre du roman                                                        | Auteur                | Références bibliographiques                   | Rééditions | Adaptations | Autres prix décernés                                                                                                   |  |
| ----- | --------------------------------------------------------------------- | --------------------- | --------------------------------------------- | --- | --- | --- |  |
| 1981  | Mortelle Randonnée (The Eye of the Beholder, 1980)                    | Marc Behm             | Gallimard, coll. "Série noire" no 1811 (1981) | 1. Gallimard, coll. "Carré noir" no 473 (1983) 2. Gallimard, coll. "Folio" no 1859 (1987) 3. le Grand livre du mois, coll. "Les trésors de la littérature" (1995) 4. Gallimard, coll. "Série noire" no 1811 (1995) "édition du cinquantenaire, 1945-1995" 5. Gallimard, coll. Folio policier no 11 (1998) 6. Éd. Cercle polar, coll. "Thriller" (2002)                                                                | Au cinéma : 1. Mortelle Randonnée (film français de Claude Miller, 1983) 2. Voyeur (Eye of the Beholder) (film canadien de Stephan Elliott, 1999)                                                            | Trophée 813 du Meilleur film 1983 pour le film de Claude Miller                                                        |  |
| 1982  | Les Charbonniers de la mort                                           | Pierre Magnan         | Fayard (1982)                                 | 1. Gallimard, coll. "Folio" no 1906 (1988) 2. Gallimard, coll. Folio policier no 74 (1999) | - | - |  |
| 1983  | Dark Hazard (Dark Hazard)                                             | William Riley Burnett | Éd. de l’Ombre « L’Introuvable » no 1 (1983)  | - | - | - |  |
| 1984  | Le Géant inachevé                                                     | Didier Daeninckx      | Gallimard, coll. "Série noire" no 1956 (1984) | 1. Gallimard, coll. "Folio" no 2503 (1993) 2. Gallimard, coll. "Folio" no 2503 (1995) 3. Gallimard, coll. Folio policier no 71 (1999) | À la radio : Le Géant inachevé (90 min), France Culture (1986) | Prix du Roman Noir 1985                                                                                                |  |
| 1985  | La Bête et la Belle                                                   | Thierry Jonquet       | Gallimard, coll. "Série noire" no 2000 (1985) | 1. Gallimard, coll. "Folio" (policier blanc) no 2567 (1995) 2. Gallimard, coll. "Série noire" no 2000 (1995) "édition du cinquantenaire, 1945-1995" 3. Gallimard, coll. "La Bibliothèque Gallimard" no 12 (1998) 4. In La Bête et la belle, Les Orpailleurs, Mygale. France loisirs (1998) 5. Gallimard, coll. Folio policier no 106 (1999) 6. In coffret Thierry Jonquet. Gallimard, coll. "Folio" hors série (2000) | Au théâtre : Mise en scène Aurore Chaffin. Compagnie du 54 | - |  |
| 1986  | Comment vivent les morts (How the Dead Live, 1986)                    | Robin Cook            | Gallimard, coll. "Série noire" no 2049 (1986) | 1. Gallimard, coll. Folio policier no 292 (2003) | - | - |  |
| 1987  | La Fée Carabine (Saga Malaussène no 2)                                | Daniel Pennac         | Gallimard, coll. "Série noire" no 2085 (1987) | 1. Gallimard, coll. "Folio" no 2043 (1989) 2. Gallimard, coll. "Folio" no 2043 (1995) 3. Gallimard (2003) 4. Gallimard, coll. "Folioplus classiques : 20e siècle" no 102 (2007) | À la télévision : La Fée Carabine. Série TV "Série noire". Réal. Yves Boisset. Adapt. et dial. Alain Scoff. Avec Fabrice Luchini, Tom Novembre, Bernard Bloch. Diff. : 6 october 1988 (saison 1, épisode 30) | - |  |
| 1988  | Le Dahlia noir (Quatuor de Los Angeles no 1) (The Black Dahlia, 1987) | James Ellroy          | Rivages, coll. "Rivages-Thriller" (1988)      | 1. France loisirs (1989) 2. Rivages, coll. "Rivages-noir" no 100 (1990) 3. le Grand livre du mois (1995) 4. Payot & Rivages, coll. "Rivages-noir" no 100 (2001) 5. Payot & Rivages, coll. "Rivages-noir" no 100 (2006) 6. France loisirs (2006) | Au cinéma : Le Dahlia noir (The Black Dahlia) (film américain de Brian De Palma, 2006) | - |  |
| 1989  | Iron Man (Iron Man, 1930)                                             | William Riley Burnett | Éd. de l’Ombre « L’Introuvable » (1988)       | - | - | - |  |
| 1990  | Trois carrés rouges sur fond noir                                     | Tonino Benacquista    | Gallimard, coll. "Série noire" no 2218 (1990) | 1. Gallimard, coll. "Folio" no 2616 (1994) 2. Gallimard, coll. Folio policier no 49 (1999) | - | - |  |
| 1991  | La Commedia des ratés                                                 | Tonino Benacquista    | Gallimard, coll. "Série noire" no 2263 (1991) | 1. Gallimard, coll. "Folio" no 2615 (1994) 2. Gallimard, coll. Folio policier no 12 (1998) 3. Cercle polar, coll. "Roman noir" (2001) | - | Prix Mystère de la critique ; Grand prix de littérature policière 1992                                                 |  |
| 1992  | La Belle de Fontenay                                                  | Jean-Bernard Pouy     | Gallimard, coll. "Série noire" no 2290 (1992) | 1. Gallimard, coll. Folio policier no 76 (1999) | À la télévision : La Belle de Fontenay. Réal. Paule Zajderman. Télédiff. : Antenne 2, 1994 | Prix Mystère de la Critique 1992                                                                                       |  |
| 1993  | Les Orpailleurs                                                       | Thierry Jonquet       | Gallimard, coll. "Série noire" no 2313 (1993) | 1. In La Bête et la belle, Les Orpailleurs, Mygale. France loisirs (1998) 2. Gallimard, coll. Folio policier no 2 (1998) 3. Cercle polar, coll. "Roman noir" (2003) | - | Prix des lecteurs des C.E. de St-Nazaire 1993 - Prix Mystère de la critique 1993 - Prix polar de la ville du Mans 1993 |  |

#### Trophées 813 du Meilleur roman francophone (1994-)
| Année | Titre du roman                                | Auteur              | Références bibliographiques                          | Rééditions | Adaptations | Autres prix décernés                                                                                             |  |
| ----- | --------------------------------------------- | ------------------- | ---------------------------------------------------- | --- | --- | --- |  |
| 1994  | La Sirène rouge                               | Maurice G. Dantec   | Gallimard, coll. "Série noire" no 2326 (1993)        | 1. Gallimard, coll. Folio policier no 1 (1998) 2. Éd. Cercle polar, coll. "Roman noir" (2001) 3. France loisirs, coll. "Roman noir" (2002) 4. Gallimard, coll. "Série noire" no 2326 (2002) (nouv. couv.) | Au cinéma : La Sirène rouge (film français de Olivier Megaton, 2002). Avec Jean-Marc Barr, Asia Argento. | - |  |
| 1995  | Total Khéops                                  | Jean-Claude Izzo    | Gallimard, coll. "Série noire" no 2370 (1995)        | 1. Gallimard, coll. Folio policier no 194 (2001) 2. Total Khéops ; Chourmo ; Solea. France loisirs (2001) 3. In La Trilogie Fabio Montale. Gallimard, coll. Folio policier no 420 (2006)                  | À la télévision : - La trilogie a fait l'objet en 2001 d'une adaptation par José Pinheiro avec Alain Delon. "Fabio Montale" (3 épisodes, diff. 2002) : Total Khéops, Chourmo, Solea. Au cinéma : - Total Khéops (film français de Alain Bévérini, 2002). Avec Richard Bohringer, Marie Trintignant, Daniel Duval. | - |  |
| 1996  | Le Massacre des innocents                     | Jean-Jacques Reboux | Baleine, coll. « Instantanés de polar » no 6 (1995)  | 1. Gallimard, coll. Folio policier no 129 (1999) | - | - |  |
| 1997  | Morituri                                      | Yasmina Khadra      | Baleine, coll. « Instantanés de polar » no 81 (1997) | 1. Gallimard, coll. Folio policier no 126 (1999) | - | - |  |
| 1998  | Moloch                                        | Thierry Jonquet     | Gallimard, coll. « Série noire » no 2489 (1998)      | 1. Gallimard, coll. Folio policier no 212 (2001) 2. France loisirs, coll. "Le Cercle polar - roman noir" (2002)                                                                                           | - | Prix Mystère de la critique 1999                                                                                 |  |
| 1999  | L'Homme à l'envers                            | Fred Vargas         | Viviane Hamy, coll. « Chemins nocturnes » (1999)     | | - | Prix Sang d'Encre des Lycéens 1999 Grand Prix du Roman Noir Français au Festival du film policier de Cognac 2000 |  |
| 2000  | Cartago                                       | Jean-Hugues Oppel   | Rivages « Rivages/Noir » no 346 (2000)               | | - | - |  |
| 2001  | L'Étameur des morts                           | Georges-Jean Arnaud | Masque Grand format (2001)                           | | - | - |  |
| 2002  | Pars vite, reviens tard                       | Fred Vargas         | Viviane Hamy « Chemins nocturnes » (2001)            | | - | Grand prix des lectrices de Elle 2002 (catégorie policier) ; prix des Libraires 2002                             |  |
| 2003  | Mourir n'est peut-être pas la pire des choses | Pascal Dessaint     | Rivages "Rivages/Thriller" (2003)                    | | - | - |  |
| 2004  | Sous les vents de Neptune                     | Fred Vargas         | Viviane Hamy « Chemins nocturnes » (2004)            | | - | Duncan Lawrie International Dagger 2007 (for the best crime novel translated into English)                       |  |
| 2005  | L’Homme aux lèvres de saphir                  | Hervé Le Corre      | Rivages « Rivages/Noir » no 531 (2004)               | | - | - |  |
| 2006  | Dans les bois éternels                        | Fred Vargas         | Viviane Hamy « Chemins nocturnes » (2006)            | | - | - |  |
| 2007  | Lorraine connexion                            | Dominique Manotti   | Rivages                                              | - | - | - |  |

#### Trophées 813 du Meilleur roman étranger (1994-)
| Année | Titre du roman                           | Auteur                                                         | Références bibliographiques                         | Rééditions | Adaptations | Autres prix décernés |
| ----- | ---------------------------------------- | -------------------------------------------------------------- | --------------------------------------------------- | --- | --- | --- |
| 1999  | Le Couperet (The Ax, 1997)               | Donald E. Westlake Trad. Mona de Pracontal                     | Payot et Rivages, coll. « Rivages-thriller » (1998) | 1. Le Grand livre du mois (1999) 2. Payot et Rivages, coll. « Rivages/Noir » no 375 (2000) 3. Éd. Cercle polar, coll. « Roman noir » (2001) 4. Flammarion, coll. « GF-Étonnants Classiques » no 248 (2007) | Au cinéma : Le Couperet (film français de Costa-Gavras, 2005). Avec José Garcia, Karin Viard, Olivier Gourmet.            | - |
| 2002  | Mystic River (Mystic River, 2001)        | Dennis Lehane Trad. Isabelle Maillet                           | Payot et Rivages, coll. "Rivages-thriller" (2002)   | 1. Le Grand livre du mois (2003) 2. Payot et Rivages, coll. "Rivages/Noir" no 515 (2004) | Au cinéma : Mystic River (film américain de Clint Eastwood, 2003). Avec Sean Penn, Tim Robbins, Kevin Bacon.              | The Antony Award The barry Award for Best Novel The Massachusetts Book Award in Fiction (The Massachusetts Center for the Book) Trophée 813 de la meilleure traduction Prix Mystère de la critique meilleur roman étranger 2003 |
| 2004  | Shutter Island (Shutter Island, 2003)    | Dennis Lehane Trad. Isabelle Maillet                           | Payot et Rivages, coll. "Rivages-thriller" (2003)   | 1. Payot et Rivages, coll. "Rivages/Noir" no 587 (2005) | Au cinéma : Shutter Island (film américain de Martin Scorsese, 2010). Avec Léonardo DiCaprio, Mark Ruffalo, Ben Kingsley. | Grand prix des lectrices de Elle 2004 |
| 2006  | Romanzo criminale (Romanzo criminale, ?) | Giancarlo De Cataldo Trad. Catherine Siné et Serge Quadruppani | Métailié, coll. "Grand écran" (2006)                | 1. Éd. Métailié, coll. "Points : policier" n° P1679 (2007) | Au cinéma : Romanzo criminale (film italien de Michele Placido, 2006)                                                     | Prix du Polar Européen Le Point 2006 |
|       |                                          |                                                                |                                                     | | | |

- 1994 - Cosa facil, Paco Ignacio Taibo II
- 1995 - Quand se lève le brouillard rouge, Robin Cook
- 1996 - Une mort sans nom, Patricia Cornwell
- 1997 - Rafael, derniers jours, Gregory Mcdonald
- 1998 - Le Brasier de l'ange, James Lee Burke
- 2000 - Smoke, Donald E. Westlake
- 2001 - American death trip, James Ellroy
- 2003 - Les Chiens de Riga (Hundarna i Riga, 1992), Henning Mankell (Seuil "Seuil policiers", 2003)
- 2005 - Purple Cane Road (Purple Cane Road, 2000), James Lee Burke (Rivages « RivagesThriller », 2005)

### Curiosités
Il existe une nouvelle policière dont le sujet tourne autour des Trophées 813 :
- TOUCHANT, Jean-Louis. « On a volé les trophées… ». 813, mars 2000, no 70, p. 15-16.